# 켄 월시
케네스 ("켄") 마셜 월시(Kenneth ("Ken") Marshall Walsh, 1945년 2월 11일 ~ )는 전 미국의 수영 선수이자 올림픽 2관왕이며 3개의 종목들에서 전 세계 기록 보유자이다.
뉴저지주 오린지에서 태어나 플로리다주 폰테베드라비치에서 자라왔다. 미시간 주립 대학교에서 수학하면서 1965년부터 1967년까지 NCAA 경연 대회에서 코치 찰스 매카프리의 미시간 주립 스파탄스를 위하여 활약하였다. 자신의 3년간 대학 경력 동안에 12개의 올아메리칸 명예를 받고, 100m 자유형(1965, 1967), 200m 자유형(1967)과 400m 자유형 계주(1967)에서 빅 텐 콘퍼런스 선수권을 우승하였다. 1967년 시니어로서 100 야드 자유형에서 NCAA 국내 선수권을 우승하였다. 그해 후반에 열린 팬아메리칸 게임에서 그는 100m 자유형에서 52.6초의 세계 신기록을 세웠다.
1968년 멕시코시티 올림픽에서 월시는 릴레이 종목들에서 2개의 금메달과 개인 경기에서 1개의 은메달을 획득하였다. 그는 400m 자유형 계주에서 잭 존, 스티븐 러리치, 마크 스피츠와 함께 우승한 미국 팀을 위하여 최종 주자로 헤엄치면서 우승을 거두었다. 400m 혼계영에서 찰스 힉콕스(배영), 돈 매켄지(평영)과 더그 러셀(접영)과 함께 우승한 팀에서 마지막 자유형 주자로 헤엄치며 또 하나의 금메달을 획득하였다. 2개의 미국 릴레이 팀들은 양종목에서 세계 신기록을 세웠다.
월시는 또한 100m 자유형 종목에서 52.8초와 함께 2위를 하며 은메달을 땄는 데 오스트레일리아의 마이클 웬던에게 1초의 10분의 6(0.06초) 밀리고, 스피츠에 1초의 10분의 2(0.02초) 앞섰다. 웬던은 그 종목에서 세계 신기록을 세워 월시의 이전 기록을 동일시하였다.

## 같이 보기
- 올림픽 수영 남자 메달리스트 목록
- 수영 자유형 100m 세계 기록 추이
- 수영 계영 400m 세계 기록 추이
- 수영 혼계영 400m 세계 기록 추이